# Halit
Halit (Glocker, 1847), chemický vzorec NaCl, je minerál krystalizující v krychlové (kubické) soustavě. Název je složený z řeckých slov halos – slaný a lithos – kámen. Český název halitu je sůl kamenná.

## Původ
Průmyslově významná ložiska halitu vznikala v teplých oblastech vysrážením z mořské vody v zátokách, které byly od otevřeného moře odděleny hrází nebo byly s ním spojeny úzkým průlivem. Tak vznikly laguny, které postupně vysychaly. Jak stoupala koncentrace rozpuštěných látek ve vodě docházelo postupně k jejich vysrážení. Nejdříve uhličitany (vápenec, dolomit), pak sírany (sádrovec) a nakonec halogenidy (halit, sylvín, carnallit). V současnosti vzniká vysrážením v solných jezerech nebo z mořské vody, krystalizuje ze sopečných plynů, vykvétá na půdách v aridních (suchých) oblastech.

## Morfologie
Nejčastěji se vyskytuje v podobě zrnitých nebo vláknitých agregátů, často tvoří krystaly ve tvaru krychle. Může být i celistvého vzhledu.

## Vlastnosti
- Fyzikální vlastnosti: Lze rýpat nehtem (má tvrdost 2), hustota 2,1–2,2 g/cm³, dokonale štěpný podle krychle, křehký. Při dlouhodobém působení tlaku plastický.
- Optické vlastnosti: Barva: čirý, bílá (od vzduchových bublinek), červená (od rozptýleného hematitu), šedá (jílové částice), žlutá a modrá (od rozptýleného kovového sodíku) aj. Průhledný až průsvitný, vryp je bílý, lesk skelný až mastný.
- Chemické vlastnosti: Složení: Na 39,34 %, Cl 60,66 %, příměsi I, Br. Rozpouští se ve vodě, vzniklý roztok, solanka, je elektricky vodivý. Hygroskopický (pohlcuje vzdušnou vlhkost). Plamen barví intenzivně žlutě.
- Jiné vlastnosti: Slaná chuť.

## Získávání
Existují tři způsoby těžby soli.

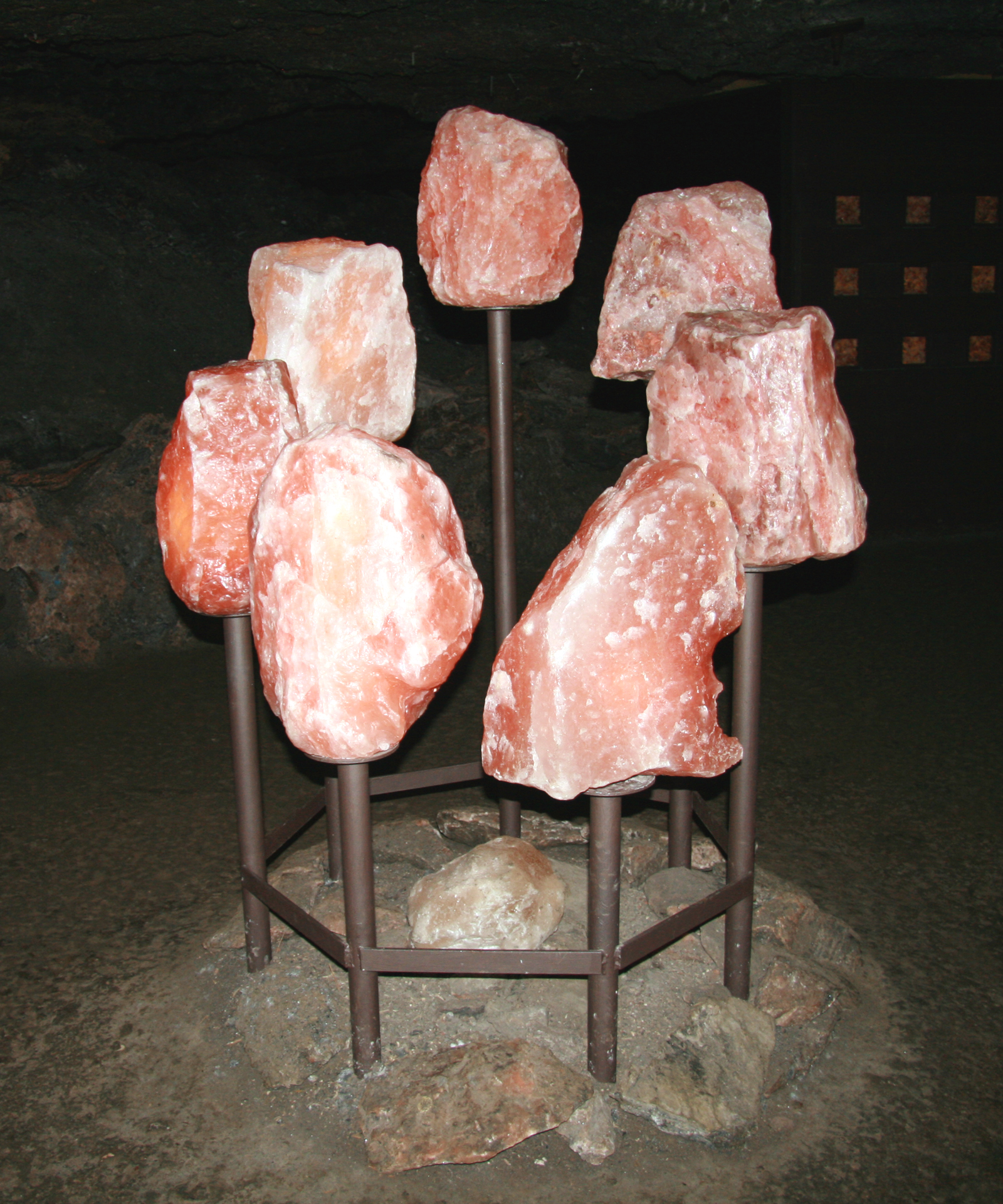
Krystaly halitu v rakouském solném dole u Hallstattu

1. Hornická těžba: pomocí těžkých těžebních mechanizmů se ve vrstvě halitu razí štoly a těžební komory, které mají výšku 30–50 m. Pásovým dopravníkem nebo automobily se sůl odváží na povrch a dále zpracovává. Tento způsob těžby je finančně nejnákladnější. Posledním činným solným dolem tohoto druhu v Polsku je Kłodawa.
2. Louhování: do podzemního ložiska se vrtem přivede voda. Sůl se v ní rozpustí a vzniklý roztok, solanka, který obsahuje přibližně 310 g soli v jednom litru, se čerpá na povrch. Po odpaření vody dojde ke krystalizaci a následnému zpracování. Dutiny vzniklé těžbou se následně používají jako úložiště uhlovodíků (např. zemního plynu).
3. Odpařováním mořské vody: technologie použitelná v teplých oblastech, kdy se mořská voda (obsahuje v jednom litru přibližně 35 g halitu) nechává odpařit v mělkých nádržích. Takto získaná surovina obsahuje 80% halitu a je třeba ji chemicky vyčistit od nežádoucích příměsí.

## Využití
Jedná se o životně důležitý minerál, který je potřebný pro životní funkce většiny organizmů. Dospělý člověk zkonzumuje za rok 7,5 kg soli. Na světě se vyrobí 220 milionů tun soli ročně, z toho v Evropě 45 milionů tun. Sůl kamenná je důležitá surovina pro potravinářský a chemický průmysl. V potravinářství se kromě běžné úpravy potravin používá při konzervaci masa pomocí solení. V chemickém průmyslu je halit důležitý pro výrobu sodíku, jedlé sody, chlóru, kyseliny solné a mnoho dalších látek. Jeho další využití je například v mydlovarnictví, sklářství, metalurgii a v papírenském průmyslu, či při výrobě barev. Využití je tedy obrovské a jedná se o strategickou, ale dostupnou surovinu.

## Naleziště
- Slovensko - Solivar u Prešova
- Polsko (Wieliczka) - solná katedrála v solném dole a památka UNESCO.
- Rakousko (Alpy - Hallstatt u Salcburku)
- Německo

## Obchod se solí
Od doby, kdy lidé přešli z lovu na zemědělství a masitou potravu, bohatou na sůl, nahradili obilím, začaly být bílé krystalky velice žádané. České země byly vždy závislé na dovozu soli, která se v minulosti dopravovala po solných stezkách - do severních Čech sůl saská, na jih pak alpská. Ta se dopravovala po Zlaté stezce přes Šumavu a na nejobyčejnějším z minerálů zbohatly zejména města Pasov a Prachatice, přes něž solné karavany procházely. V 16. století prošlo Prachaticemi, označovanými za solný sklad Čech, až 220 tun soli týdně.
Ve středověku se používala sůl jako konzervační prostředek, takže obchodníci s touto komoditou byli velmi zámožní. Trh prostřednictvím vysokých daní ovládali panovníci, na obchodu se solí zbohatly Benátky, Janov a Řím.